# Brian Horrocks
Brian Gwynne Horrocks (ur. 7 września 1895 w Ranikhet w stanie Uttarakhand w Indiach, zm. 4 stycznia 1985 w Chichesterze w Wielkiej Brytanii) – brytyjski wojskowy, generał porucznik, dowódca XXX Korpusu w operacji Market Garden i innych operacji w czasie II wojny światowej. Brał także udział w I wojnie światowej i wojnie domowej w Rosji, dwukrotnie był jeńcem wojennym.
Uczestnik VIII Letnich Igrzysk Olimpijskich w 1924 w Paryżu, zajął 19. miejsce w pięcioboju nowoczesnym.

## Odznaczenia
- Krzyż Komandorski z Gwiazdą Orderu Łaźni (1949)[2]
- Krzyż Komandorski Orderu Łaźni (1943)[3]
- Krzyż Komandorski z Gwiazdą Orderu Imperium Brytyjskiego (1945)[4]
- Order Wybitnej Służby (1942)[5]
- Krzyż Wojskowy (1920)[5]
- Mentioned in Despatches (1943[6], marzec 1945[7], wrzesień 1945[8])
- Wielki Oficer Orderu Korony (1947, Belgia)
- Krzyż Wojenny (Croix de Guerre, 1947, Belgia)
- Komandor Orderu Legii Honorowej (Commandeur Légion d'honneur, Francja)
- Krzyż Wojenny 1939–1945 (Croix de Guerre 1939–1945, Francja)
- Komandor Orderu Jerzego I (1944, Grecja)
- Wielki Oficer Orderu Oranje-Nassau (1946, Holandia)
- Chief Commander Legii Zasługi (USA)